# هیچ چیز به جز زمان

 هیچ چیز به جز زمان (به فرانسوی: Rien que les heures) یک فیلم تجربی صامت محصول سال ۱۹۲۶ به کارگردانی کارگردان برزیلی آلبرتو کاوالکانتی است که یک روز زندگی در پاریس را در ۴۵ دقیقه نشان می‌دهد.
از انواع دیگر این نوع فیلم‌ها (فیلم‌هایی که یک روز در یک شهر را نشان می‌دهد) می‌شود به فیلم‌های ذیل اشاره کرد:
منهتا (۱۹۲۱) به کارگردانی چارلز شیلر و پل استرند
برلین: سمفونی یک شهر بزرگ (۱۹۲۷) به کارگردانی والتر روتمان
و مردی با دوربین فیلم‌برداری (۱۹۲۹) ساخته ژیگا ورتوف.